# Entalinopsis
Entalinopsis är ett släkte av blötdjur. Entalinopsis ingår i familjen Entalinidae.
Kladogram enligt Catalogue of Life:
| Entalinopsis | \| \| Entalinopsis habutae \| \| \| \| \| \| Entalinopsis intercostata \| \| \| \| \| \| Entalinopsis micra \| \| \| \| \| \| Entalinopsis stellata \| \| \| \| |
|              | \| \| Entalinopsis habutae \| \| \| \| \| \| Entalinopsis intercostata \| \| \| \| \| \| Entalinopsis micra \| \| \| \| \| \| Entalinopsis stellata \| \| \| \| |
|              | Bathoxiphus |
|              | |
|              | Costentalina |
|              | |
|              | Entalina |
|              | |
|              | Heteroschismoides |
|              | |
|              | Pertusiconcha |
|              | |
|              | Rhomboxiphus |
|              | |
|              | Solenoxiphus |
|              | |
|              | Spadentalina |
|              | |
|              | Entalinopsis habutae |
|              | |
|              | Entalinopsis intercostata |
|              | |
|              | Entalinopsis micra |
|              | |
|              | Entalinopsis stellata |
|              | |

|  | Entalinopsis habutae      |
|  |                           |
|  | Entalinopsis intercostata |
|  |                           |
|  | Entalinopsis micra        |
|  |                           |
|  | Entalinopsis stellata     |
|  |                           |